# Huisduinen
Huisduinen is een dorp in de gemeente Den Helder in de Nederlandse provincie Noord-Holland. De badplaats Huisduinen ligt ten westen van Den Helder. Het dorp grenst in het zuiden aan de Grafelijkheidsduinen.

## Geschiedenis
De oudste vermelding van Huisduinen stamt uit de 9e eeuw. Tussen 862 en 865 meldt de Sint-Maartenskerk te Utrecht het verlies van drie hofsteden. Het gebied werd toen 'Husidina' genoemd en er zijn archeologische vondsten die wijzen op activiteit van Vikingen in het gebied. Eerst lag het dorp op het vasteland. Door stormen werd het een tijdje een eiland, maar rond het jaar 1000 lag het weer vast aan het land. In de 12e eeuw echter, na enkele stevige stormen, ontstonden meerdere eilandjes in het gebied. Huisduinen lag op een vrij groot eiland in de duinen, zij het niet direct aan zee zoals nu. Er lagen nog grote duinen en een strand voor Huisduinen welke in de loop der tijd langzaam afkalfden. Een groter probleem was dat bij heviger stormen hele happen werden weggeslagen.

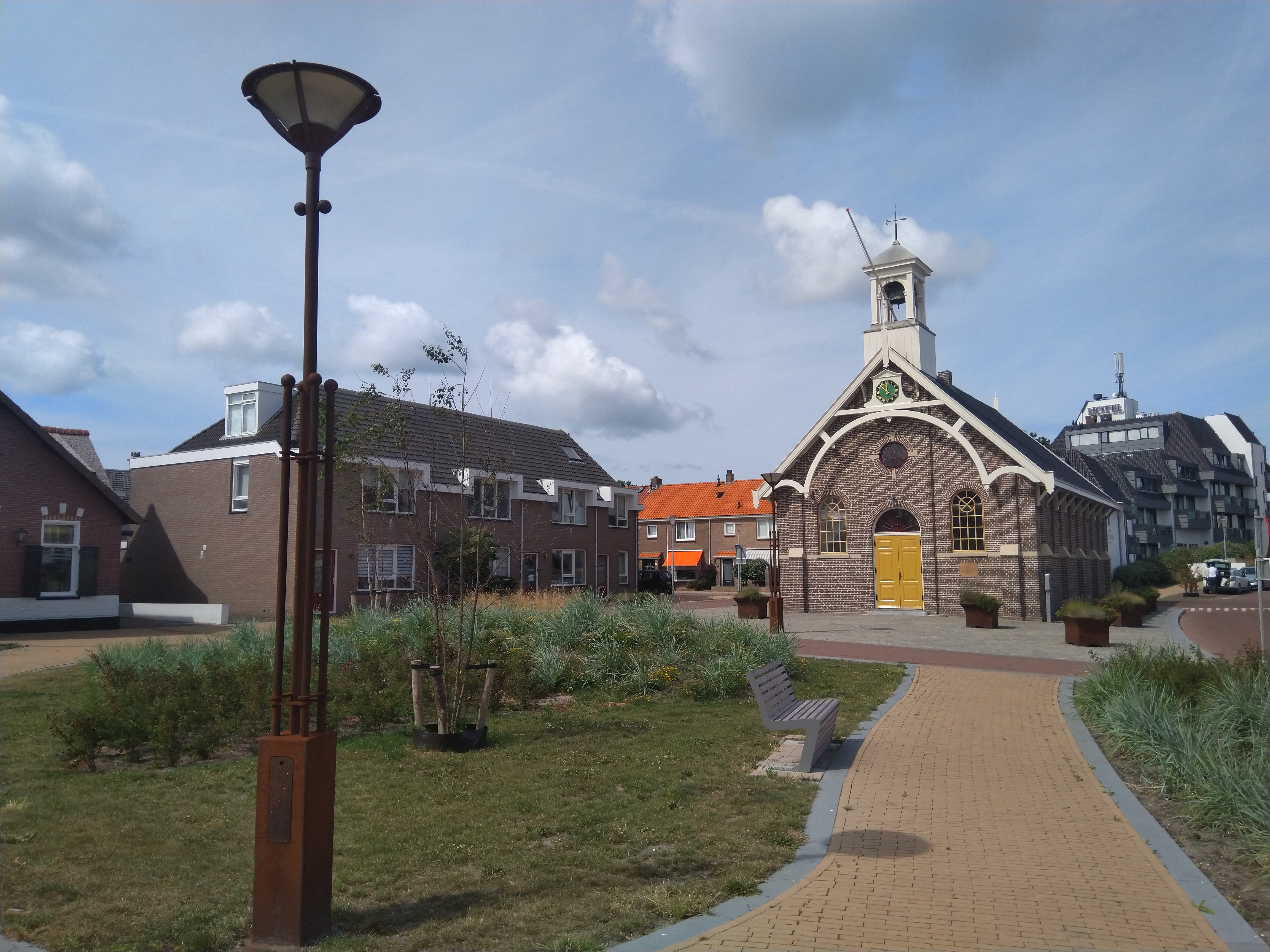
Het dorpscentrum van Huisduinen

Op een gegeven moment besloot men om net achter die duinen dijken aan te leggen, om het gebied daarachter beter te kunnen beschermen. Dit bleek een goede zet; in 1552 sloeg bij een vloed een groot stuk van de duinen weg en lag Huisduinen plotseling bijna aan zee. Slechts een stukje duinen bleef ervoor liggen. Echter in 1570 bleken de dijken niet bestand tegen de Allerheiligenvloed. Huisduinen verloor bijna 100 van de 112 huizen die er stonden, waaronder ook de eerste kerk. Daarna moest Huisduinen bijna helemaal opnieuw worden opgebouwd, meer ten oosten van de oude kern. Door de aanleg van een zanddijk, de Oldenbarneveldsdijk naar Callantsoog, in 1610 werd het eiland verbonden met het vasteland. In 1665 brak de dijk door, deze is toen hersteld en in de eeuwen nadien groeiden op en voor de dijk de duinen steeds groter waardoor van de dijk zelf weinig meer te zien is.
In de 17e en 18e eeuw leefden de inwoners van het dorp onder andere van de walvisvaart, koopvaardij en het loodsen van schepen door het Marsdiep van en naar Amsterdam. In die tijd werd voor de kust de Slag bij Kijkduin uitgevochten. Het dorp groeit en bloeit maar aan het eind van de 18e eeuw neemt het snel groeiende Den Helder, met zijn zee- en oorlogshaven het economisch zwaartepunt van Huisduinen over. In 1799 landden de Engelsen en Russen in het noorden van Holland, in Huisduinen werd onder andere de kerk van de Jansenisten verwoest. Tijdens de Franse overheersing verloor het dorp de uitoefening van zijn eigen recht. Wel werd door toedoen van Napoleon Bonaparte het Fort Kijkduin gebouwd. Vanaf 1822 stond op het fort een vuurtoren.
Van het dorp zelf was maar weinig meer over en in 1829 was er zelfs sprake van om het dorp compleet te laten vervallen. De bewoners wilden hier echt niets van weten en in respectievelijk 1851 en 1863 werden de kerk en de school vervangen. In 1856 werd een maatschappij opgericht om water te winnen in de duinen bij het dorp. Dit water werd vervoerd naar Den Helder ten behoeve van de marine- en koopvaardijschepen. De bijbehorende Oude watertoren was een van de eerste watertorens in Nederland. In 1877 wordt net ten noorden van het dorp vuurtoren de Lange Jaap gebouwd, deze verving de vuurtoren op het fort.
In 1890 werd er een badpaviljoen geopend in Huisduinen. De naam van de centrale straat door het dorp, Badhuisstraat, herinnert daar nog aan. Van 1896 tot en met 1917 reed er de Tramlijn Helder - Huisduinen van nabij de zeehaven in Den Helder naar Huisduinen. Tot de jaren 1930 was Huisduinen een familiebadplaats met een ruim zandstrand. Door de aanleg van de afsluitdijk veranderden de waterstromen en bleef er van het strand niets over.
Tijdens de Tweede Wereldoorlog was de dijk, en dus een gedeelte van Huisduinen, verboden gebied. De bezetter bouwde onder andere een logementsgebouw in het dorp. In het kader van de wederopbouw werden er na de oorlog tientallen Oostenrijkse woningen neergezet waardoor het dorp een stuk groter werd.

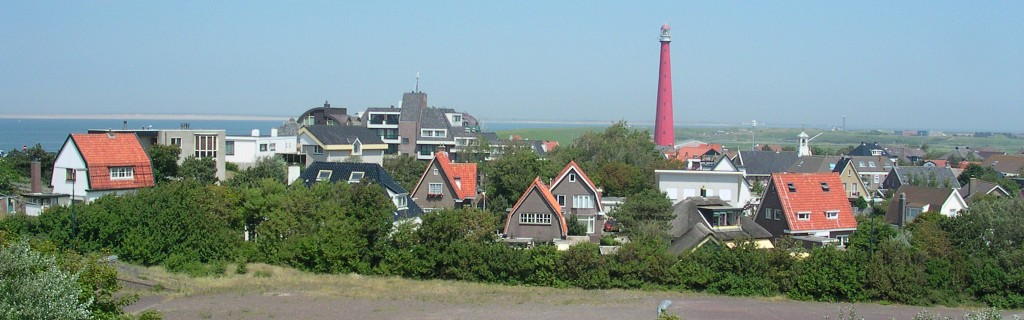
Huisduinen

## Bezienswaardigheden

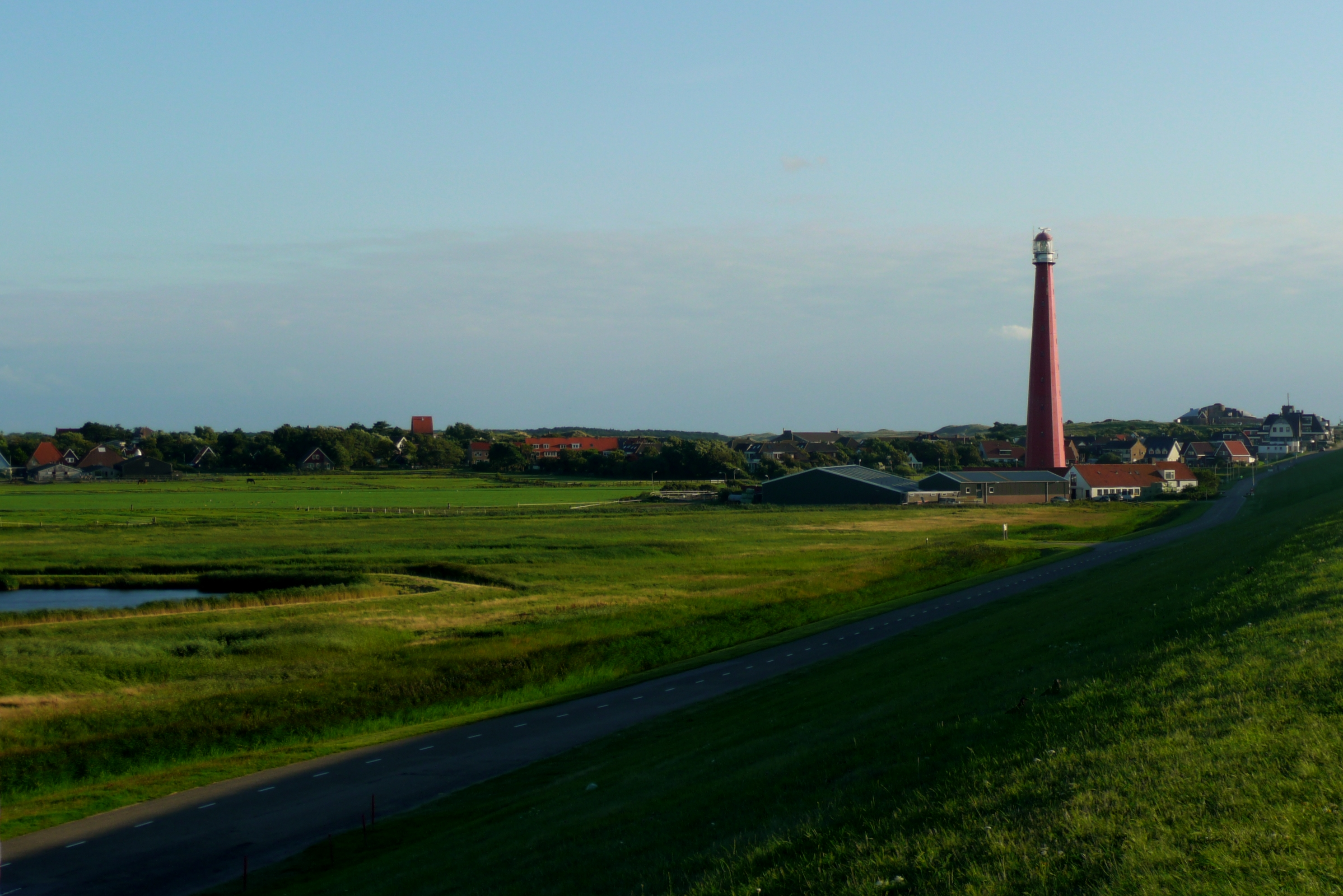
Huisduinerpolder vanaf de zeedijk.

Naast het strand, duinen en natuur is Huisduinen vooral bekend van Fort Kijkduin. Het fort, daterend van 1811, is onderdeel van de Stelling Den Helder, een verdedigingslinie die werd gebouwd onder Napoleon. Het fort is tegenwoordig een museum, dat de geschiedenis vertelt van de periode dat het een fort was. In het fort bevindt zich ook een Noordzee-aquarium. In het oude logementsgebouw, tijdens de Tweede Wereldoorlog gebouwd door de Duitse marine, is het Atlantikwall Centrum gevestigd.
Net ten noorden van Fort Kijkduin staat vuurtoren De Lange Jaap die dateert uit 1877. Het is de hoogste gesloten gietijzeren vuurtoren ter wereld.
De kerk van Huisduinen dateert uit 1851 en is in 1896 verbouwd van een houten naar stenen kerk. De kerk heeft een aantal oude objecten in het interieur. Zo bevat het een votiefschip uit de walvisvaarderstijd. De klok stamt uit 1537 en in het kerkje is een houten sculptuur van een leeuw te vinden uit 1623. De kroonluchters dateren uit 1650.

## Evenementen
De belangenvereniging Huisduiner Belang, dat in 1930 is opgericht, organiseert onder andere jaarlijks de Huisduiner pinksterkermis en pinksterfeesten. Het Rondje Cultuur is een jaarlijks evenement waarbij tientallen kunstenaars hun tuin of huis openstellen en waarin zij hun kunst tentoonstellen.

## Sport

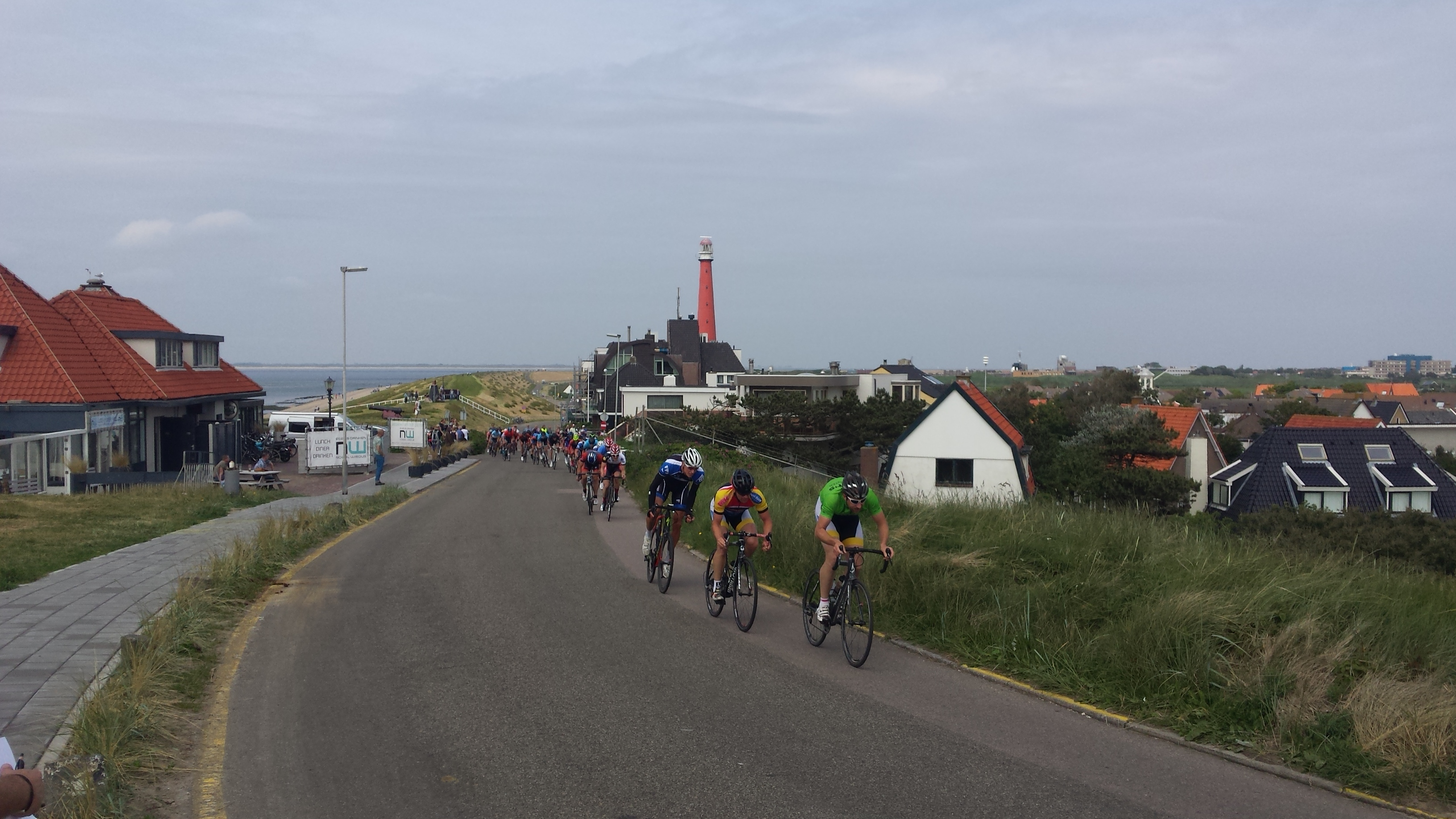
Wielerronde Tour de Lasalle in Huisduinen.

Door de ligging tegen het duingebied is Huisduinen een geliefde plek voor onder andere hardlopers en wandelaars om hun sport te beoefenen. De Strandzesdaagse eindigt op het dorpsplein, een pad boven op de duin heet het Strand6daagsepad. Op het strand van Huisduinen worden in de zomer verscheidene hardloopwedstrijden georganiseerd door SV Noordkop. Eind 20e eeuw werd jaarlijks de Halve Marathon van Huisduinen gehouden en ook de Halve van Den Helder passeert het dorp.
Jaarlijks is de start en finish van één etappe van de wielerronde Tour de Lasalle in Huisduinen. Naast de Strandzesdaagse vond er tot en met 2017 nog een tocht plaats van Hoek van Holland naar Huisduinen, de fietsrace Beachclassic Hoek van Holland - Den Helder. In 2017 werd de dertigste en laatste editie verreden.
Het strand en de dijk worden ook gebruikt door wind-, kite- en golfsurfers. Naast de vuurtoren is een manege gevestigd waar de paardensport kan worden beoefend.

## Openbaar vervoer
Tot en met 2011 reed buslijn 135 vanaf Huisduinen naar Hoorn. Vanaf december 2011 rijdt deze vanaf station Den Helder naar Hoorn en was er tot 21 juli 2024 geen vaste buslijn naar Huisduinen meer. Vanaf die datum ging er weer een vaste bus naar Huisduinen rijden (lijn 37 Den Helder, Station - Huisduinen). In de zomermaanden rijdt de Kustbus (lijn 851) vanaf station Den Helder via het Noordwest Ziekenhuisgroep en Huisduinen richting Petten.